# NGC 4864
NGC 4864 (również PGC 44566) – galaktyka eliptyczna (E6), znajdująca się w gwiazdozbiorze Warkocza Bereniki. Odkrył ją John Herschel 13 kwietnia 1831 roku.